# 레이캬비크 (영화)
레이캬비크(101 Reykjavik)는 노르웨이에서 제작된 발타자르 코루마쿠르 감독의 2000년 코미디 영화이다. 빅토리아 아브릴 등이 주연으로 출연하였고 발타자르 코루마쿠르 등이 제작에 참여하였다.

## 출연

### 주연
- 빅토리아 아브릴
- 힐미르 스나에르 구오나손

### 조연
- 한나 마리아 카를스도티르
- 발타자르 코루마쿠르
- 올라푸르 다리 올라프손

## 제작진
- 원작자: 발타자르 코루마쿠르